# Хокей на траві на літніх Олімпійських іграх 1984
Змагання з хокею на траві на літніх Олімпійських іграх 1984 у Лос-Анджелесі тривали з 29 липня до 11 серпня на Стадіоні імені Вейнґарта. Розіграно 2 комплекти нагород: серед жіночих та чоловічих збірних. Змагалися 12 чоловічих та 6 жіночих збірних. Через бойкот Олімпійських ігор з боку країн східного блоку туди не поїхали збірні СРСР та його сателітів.

## Чоловічий турнір

### Попередній раунд

#### Група A
| Поз | Команда   | І | В | Н | П | ГЗ | ГП | РГ  | О  | Кваліфікація               |
| --- | --------- | - | - | - | - | -- | -- | --- | -- | -------------------------- |
| 1   | Австралія | 5 | 5 | 0 | 0 | 17 | 4  | +13 | 10 | Півфінали                  |
| 2   | ФРН       | 5 | 3 | 1 | 1 | 12 | 4  | +8  | 7  | Півфінали                  |
| 3   | Індія     | 5 | 3 | 1 | 1 | 14 | 9  | +5  | 7  | Півфінали за 5–8-ме місця  |
| 4   | Іспанія   | 5 | 2 | 0 | 3 | 11 | 12 | −1  | 4  | Півфінали за 5–8-ме місця  |
| 5   | Малайзія  | 5 | 1 | 0 | 4 | 6  | 17 | −11 | 2  | Півфінали за 9–12-те місця |
| 6   | США (H)   | 5 | 0 | 0 | 5 | 4  | 18 | −14 | 0  | Півфінали за 9–12-те місця |

#### Група B
| Поз | Команда         | І | В | Н | П | ГЗ | ГП | РГ  | О | Кваліфікація               |
| --- | --------------- | - | - | - | - | -- | -- | --- | - | -------------------------- |
| 1   | Велика Британія | 5 | 4 | 1 | 0 | 10 | 5  | +5  | 9 | Півфінали                  |
| 2   | Пакистан        | 5 | 2 | 3 | 0 | 16 | 7  | +9  | 7 | Півфінали                  |
| 3   | Нідерланди      | 5 | 3 | 1 | 1 | 16 | 9  | +7  | 7 | Півфінали за 5–8-ме місця  |
| 4   | Нова Зеландія   | 5 | 1 | 2 | 2 | 10 | 10 | 0   | 4 | Півфінали за 5–8-ме місця  |
| 5   | Кенія           | 5 | 1 | 0 | 4 | 5  | 14 | −9  | 2 | Півфінали за 9–12-те місця |
| 6   | Канада          | 5 | 0 | 1 | 4 | 7  | 19 | −12 | 1 | Півфінали за 9–12-те місця |

### Медальний раунд
|  | Півфінали       | Півфінали |   |                 | Матч за золоті медалі | Матч за золоті медалі |  |
|  |                 |           |   |                 |                       |                       |  |
|  | 9 серпня        |           |   |                 |                       |                       |  |
|  | ФРН             | 1         |   |                 |                       |                       |  |
|  | Велика Британія | 0         |   |                 |                       |                       |  |
|  |                 |           |   |                 |                       |                       |  |
|  |                 |           |   |                 | 11 серпня             |                       |  |
|  |                 |           |   |                 | ФРН                   | 1                     |  |
|  |                 | Пакистан  | 2 |                 |                       |                       |  |
|  |                 |           |   |                 |                       |                       |  |
|  |                 |           |   |                 |                       |                       |  |
|  |                 |           |   |                 | Матч за третє місце   |                       |  |
|  | 9 серпня        | 9 серпня  |   | 11 серпня       | 11 серпня             |                       |  |
|  | Австралія       | 0         |   | Велика Британія | 3                     |                       |  |
|  | Пакистан        | 1         |   |                 | Австралія             | 2                     |  |

### Підсумкове положення
1. Пакистан
2. ФРН
3. Велика Британія
4. Австралія
5. Індія
6. Нідерланди
7. Нова Зеландія
8. Іспанія
9. Кенія
10. Канада
11. Малайзія
12. США

## Жіночий турнір
В матчі за бронзові медалі США та Австралія пробивали серію післяматчевих булітів, завершивши груповий раунд з однаковою кількістю очок і різницею забитих та пропущиних голів. В цій серії збірна США перемогла 10–5.

### Група
| Поз | Команда       | І | В | Н | П | ГЗ | ГП | РГ  | О |
| --- | ------------- | - | - | - | - | -- | -- | --- | - |
| 1   | Нідерланди    | 5 | 4 | 1 | 0 | 14 | 6  | +8  | 9 |
| 2   | ФРН           | 5 | 2 | 2 | 1 | 9  | 9  | 0   | 6 |
| 3   | США (H)       | 5 | 2 | 1 | 2 | 9  | 7  | +2  | 5 |
| 4   | Австралія     | 5 | 2 | 1 | 2 | 9  | 7  | +2  | 5 |
| 5   | Канада        | 5 | 2 | 1 | 2 | 9  | 11 | −2  | 5 |
| 6   | Нова Зеландія | 5 | 0 | 0 | 5 | 2  | 12 | −10 | 0 |

### Підсумкове положення
1. Нідерланди
2. ФРН
3. США
4. Австралія
5. Канада
6. Нова Зеландія

## Медальний залік

### Таблиця медалей
| Місце               | Країна                | Золото | Срібло | Бронза | Загалом |
| ------------------- | --------------------- | ------ | ------ | ------ | ------- |
| 1                   | Нідерланди (NED)      | 1      | 0      | 0      | 1       |
| 1                   | Пакистан (PAK)        | 1      | 0      | 0      | 1       |
| 3                   | ФРН (FRG)             | 0      | 2      | 0      | 2       |
| 4                   | Велика Британія (GBR) | 0      | 0      | 1      | 1       |
| 4                   | США (USA)             | 0      | 0      | 1      | 1       |
| Загалом (5 збірних) | Загалом (5 збірних)   | 2      | 2      | 2      | 6       |

### Медалісти
| Дисципліна       | Золото | Срібло | Бронза |
| ---------------- | --- | --- | --- |
| чоловічий турнір | Пакистан (PAK) Сієд Гулам Мойнуддін Касім Зія Насір Алі Абдул Рашид аль-Хасан Аяз Махмуд Наїм Ахтар Калімулла Хан Манзур Хуссейн Хассан Сардар Ханіф Хан Халід Хамід Шахід Алі Хан Таукір Дар Іштіак Ахмед Салім Шервані Муштак Ахмад                                | ФРН (FRG) Крістіан Бассемір Штефан Блехер Дірк Брінкманн Гайнер Допп Карстен Фішер Тобіас Франк Фолькер Фрід Томас Ґунст Горст-Ульріх Генель Карл-Йоахім Гюртер Андреас Келлер Райнгард Крулль Міхаель Петер Томас Рек Екхард Шмідт-Оппер Маркку Славик | Велика Британія (GBR) Пол Барбер Стівен Бетчелор Кулбір Баура Роберт Каттралл Річард Доддс Джеймс Даті Норман Г'юз Шон Керлі Річард Леман Стівен Мартін Біллі Мак-Коннелл Вер'ян Пеппін Джон Поттер Марк Прешис Іян Тейлор Девід Весткотт |
| жіночий турнір   | Нідерланди (NED) Каріна Беннінґа Фіке Букгорст Марйолейн Ейсвоґел Дет де Бес Ірене Гендрікс Елсемік Гіллен Сандра Ле Поле Аннелус Ньївенгейзен Мартіне Огр Алетте Пос Лісетте Севенс Маріке ван Дорн Алетта ван Манен Софі вон Вейлер Лаурін Віллемсе Марґріт Зеґерс | ФРН (FRG) Ґабріеле Аппель Даґмар Брайкен Беате Дайніґер Ельке Дрюлль Бірґіт Гаґен Бірґіт Ган Мартіна Кох Зіґрід Ландґраф Корінна Лінґнау Крістіна Мозер Патрісія Отт Гелла Рот Ґабріела Шлей Зузанне Шмід Урсула Тілеманн Андреа Ваєрманн-Ліц           | США (USA) Бет Андерс Бет Беґлін Реджина Баґґі Ґвен Чізмен Шеріл Джонсон Крістін Ларсон-Мейсон Кетлін Мак-Ґагі Аніта Міллер Леслі Мілн Чарлін Моретт Даян Моєр Марселла Плейс Карен Шелтон Бренда Стауффер Джулі Стейвер Джуді Стронґ      |

- Пробиття післяматчевих булітів за бронзові медалі: збірна США перемогла Австралію 10–5.
- Обидві збірні мали однакові показники 2–2–1, а також по 9 забитих і 7 пропущених голів. Канада теж мала показники 2–2–1 і 9 забитих голів, але 11 пропущених.
- ФРН ледь випередила ці дві збірні, маючи показники 2–1–2, й здобула срібло.

## Нотатки
1. ↑  Weingart Stadium at LA Sports Council. Архів оригіналу за 22 червня 2006. Процитовано 16 червня 2010. [Архівовано 2006-06-22 у Wayback Machine.]
2. ↑  Hockey at the 1984 Los Angeles Summer Games. Sports Reference. Архів оригіналу за 17 квітня 2020. Процитовано 13 жовтня 2019.
3. ↑  Olympic Games Los Angeles 1984. FIH. Процитовано 25 липня 2017.